# Рябов Яків
Яків Рябов (1893 — 5 травня 1920) — учасник севастопольського підпілля в роки Громадянської війни.

## Біографія
Народився в 1893 році. В роки Громадянської війни учасник підпільної більшовицької організації в селищі Бартеньєвці на Північній стороні Севастополя. У квітні 1920 року білогвардійська контррозвідка напала на слід групи, всі її члени були заарештовані і розстріляні.

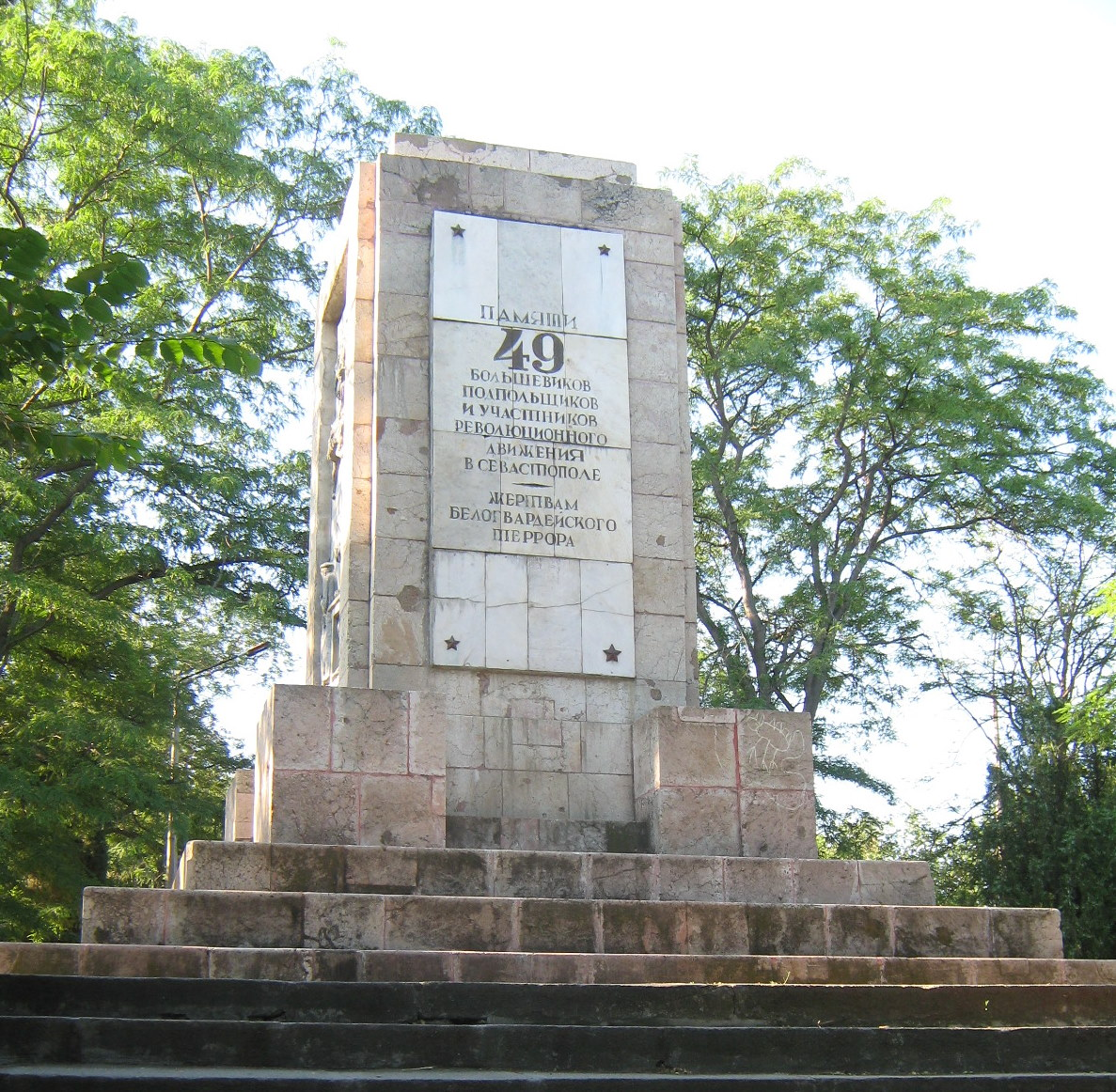
Пам'ятник 49 комунарам

Останки Якова Рябова після Громадянської війни перезахоронені біля південних воріт на кладовищі Комунарів у Севастополі в братську могилу. В 1937 році на ній за проектом архітектора М. А. Садовського споруджено пам'ятник.

## Пам'ять
Іменем Якова Рябова в квітні 1937 року в Севастополі названа вулиця в Ленінському районі.